# Tim Erfen
Tim Erfen (* 22. Oktober 1982 in Mönchengladbach) ist ein ehemaliger deutscher Fußballspieler. Im Profibereich spielte er zuletzt bis Sommer 2013 für den Zweitligisten SSV Jahn Regensburg.

## Karriere
Der 185 cm große Tim Erfen spielt in Mittelfeld und Abwehr meist auf der rechten Seite. Nachdem er für die zweiten Mannschaften des VfL Bochum und des MSV Duisburg in der Oberliga gespielt hatte, hatte er seinen ersten Einsatz in der dritthöchsten Spielklasse für den FC Carl Zeiss Jena, bei dem er in der Saison 2005/06 in der Regionalliga Nord spielte. Von dort wechselte er zu Rot Weiss Ahlen. Unter Trainer Heiko Bonan wurde er dort Stammspieler in der Saison 2006/07. Noch vor dem unerwarteten Aufstieg Ahlens in der Regionalliga-Saison 2007/08 wechselte er für ein Jahr zu Rot-Weiss Essen, wo wiederum Heiko Bonan sein Trainer war. Nachdem sich Essen nicht für die neugeschaffene 3. Liga qualifizieren konnte, wurde er, vereinslos, vom Wuppertaler SV Borussia nach einem dreiwöchigen Probetraining von Manager Carsten Pröpper für ein Jahr verpflichtet. Der einjährige Vertrag in Wuppertal wurde nicht verlängert.
Im Januar 2010 unterschrieb Erfen beim SSV Jahn Regensburg als Vertragsamateur bis Sommer 2010. Nachdem er in der Rückrunde 13 Mal in der Drittligamannschaft eingesetzt worden war, wurde sein Vertrag um ein Jahr verlängert. Am drittletzten Spieltag wurde er mit Rot vom Platz gestellt. Obwohl er 27 Saisonspiele bestritt, davon 20 in der Startaufstellung, wurde sein Engagement nicht fortgesetzt. Nachdem er ein halbes Jahr vereinslos war und sich nur privat fit hielt, kehrte er am 19. Januar 2012 zu SSV Jahn Regensburg zurück. Die Rückkehr begann wieder mit einem Platzverweis (Gelb-Rot), weitere achtmal spielte er danach noch in der Rückrunde und erreichte mit dem Team Platz 3 und damit die Relegation. Im Relegationsrückspiel beim Karlsruher SC wurde er in der Halbzeit eingewechselt und wurde in der 87. Minute mit Gelb-Rot vom Platz gestellt. Jahn verlor noch einen weiteren Spieler in der Nachspielzeit, konnte aber ein 2:2-Unentschieden über die Zeit retten und stieg damit in die 2. Bundesliga auf. Nach dem sofortigen Wiederabstieg verließ Erfen die Regensburger im Sommer 2013 und beendete seine Profikarriere.
Daraufhin begann er eine Ausbildung zum Speditionskaufmann und spielte ab August 2013 beim SV Fortuna Regensburg in der Landesliga Bayern, Staffel Mitte. Nach zwei Jahren bei der Fortuna kehrte er 2015 nach Nordrhein-Westfalen zurück und schloss sich dem Oberliga-Aufsteiger SC Düsseldorf-West an. Von September 2016 bis Juni 2017 spielte Erfen für den SV Donaustauf in der Bayerischen Landesliga Mitte.

## Erfolge
- Aufstieg in die 2. Bundesliga 2012 mit Jahn Regensburg